# Chuxiongosaurus
Chuxiongosaurus ("ještěr z města Chuxiong") byl rod vývojově primitivního sauropodomorfního dinosaura, který žil v období spodní jury (asi před 190 miliony let) na území dnešní provincie Jün-nan na jihu Číny (geologické souvrství Lu-feng).

## Objev a popis
Fosilie tohoto dinosaura sestávají z téměř kompletní lebky, která naznačuje jistou vývojovou příbuznost s rodem Thecodontosaurus. Byl vývojově ještě primitivnější, než severoamerický rod Anchisaurus. Typový druh C. lufengensis byl popsán čínskými paleontology v roce 2010. Je možné, že se jedná pouze o mladší synonymum rodu Jingshanosaurus.
Tento dinosaurus byl dlouhý přibližně 4 metry a vážil zhruba 200 kilogramů.